# Gyepi nyelvgomba
A gyepi nyelvgomba (Geoglossum cookeanum) a Geoglossaceae családba tartozó, Európában és Észak-Amerikában honos, száraz réteken, legelőkön élő, nem ehető gombafaj. 

## Megjelenése

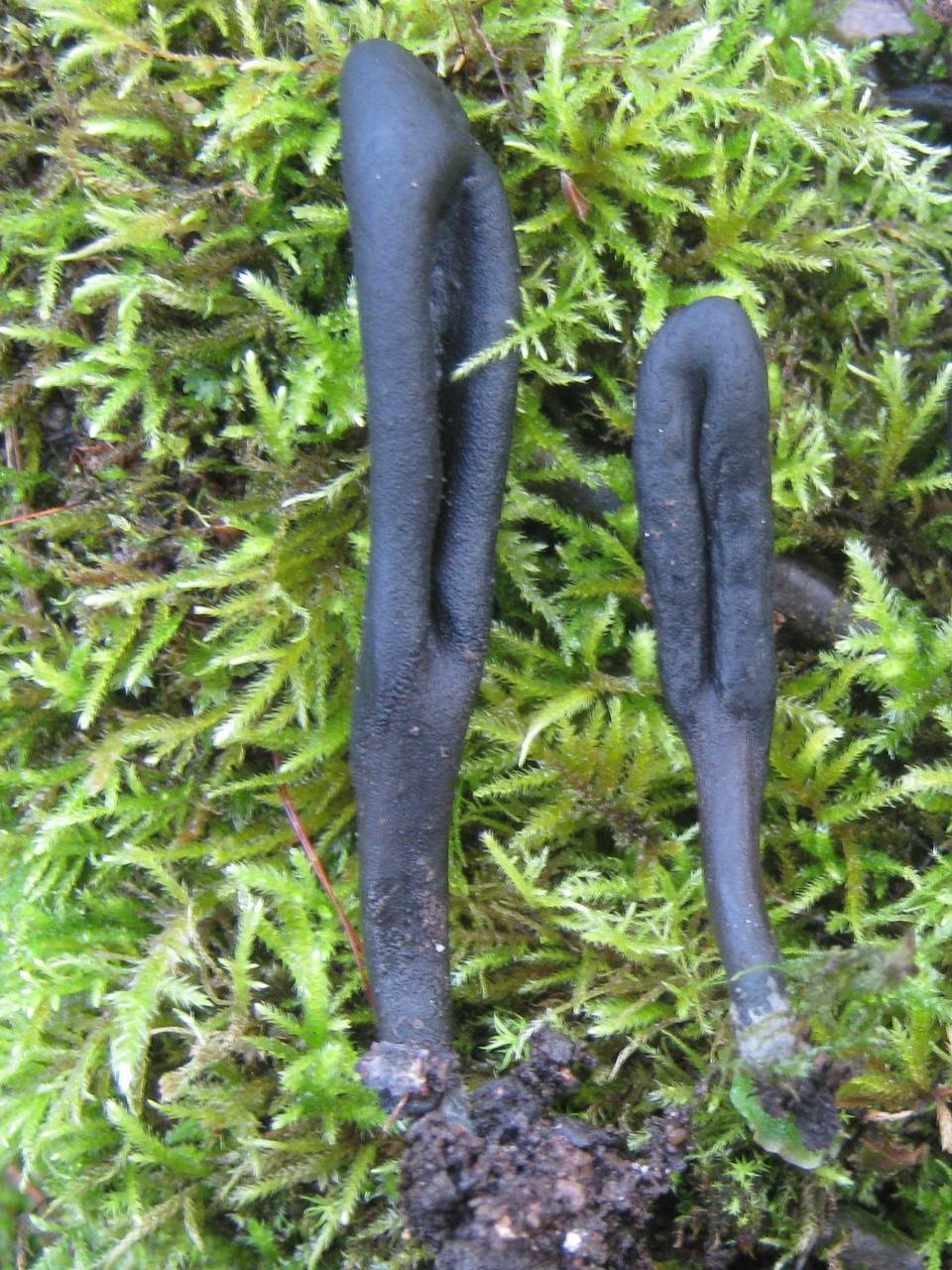
Gyepi nyelvgomba

A gyepi nyelvgomba termőteste egy rövid száron ülő lapos, nyelvszerű, fekete színű képződmény. A szár nem spóraképző, hengeres, hossza változó, 0,5-1 cm-nél is rövidebb lehet. A nyelv, vagy szivar alakú termékeny rész lapos, középen hosszában árkolt, 3-7 cm magas és 0,5-1, cm vastag, összességében a termőtest 50-70%-át teszi ki. Felülete száraz, finoman korpás.
Húsa porcszerű, ruganyos, kiszáradva törékeny. Íze, szaga nem jellegzetes.
A tömlőkben (aszkuszokban) 8 világosbarna spóra van, amelyek enyhén ívelt pálca alakúak, végük lekerekített, 7 szeptumra osztottak, méretük 50-90 x 5-7 μm.

### Hasonló fajok
A nyeles agancsgomba vagy a bunkós agancsgomba hasonlíthat hozzá. 

## Elterjedése és termőhelye
Európában és Észak-Amerikában honos. Európa-szerte ritka faj.
Homokos, köves talajon, legelőkön, száraz gyepen és mohos dűnéken, néha fakorhadékon terem. 
Nem ehető.  